# Межирічка (Романівська селищна громада)
Межирі́чка (до 07.06.1946 року Фаустинівка) — село в Україні, у Житомирському районі (до 2020 року у Романівському районі) Житомирської області. Населення становить 204 осіб.

## Географія
Селом протікає річка Годинка.

## Історія
У 1906 році — село Мотовилівської волості Житомирського повіту Волинської губернії. Відстань від повітового міста 104 верст, від волості 12. Дворів 12, мешканців 101.
У 1929—54 роках — адміністративний центр Межирічківської сільської ради Дзержинського району.

## Населення

### Мова
Розподіл населення за рідною мовою за даними перепису 2001 року:
| Мова       | Відсоток |
| ---------- | -------- |
| українська | 99,51%   |
| російська  | 0,49%    |

## Відомі люди
- Бугира Максим Сергійович (1984—2022) — солдат Збройних Сил України, учасник російсько-української війни, що загинув у ході російського вторгнення в Україну в 2022 році.